# Donat d'Euroea
Donat d'Euroea (en albanais : Shën Donati), grec moderne : Άγιος Δονάτος) était un saint chrétien du IVe siècle vénéré en Albanie et en Grèce.

## Hagiographie

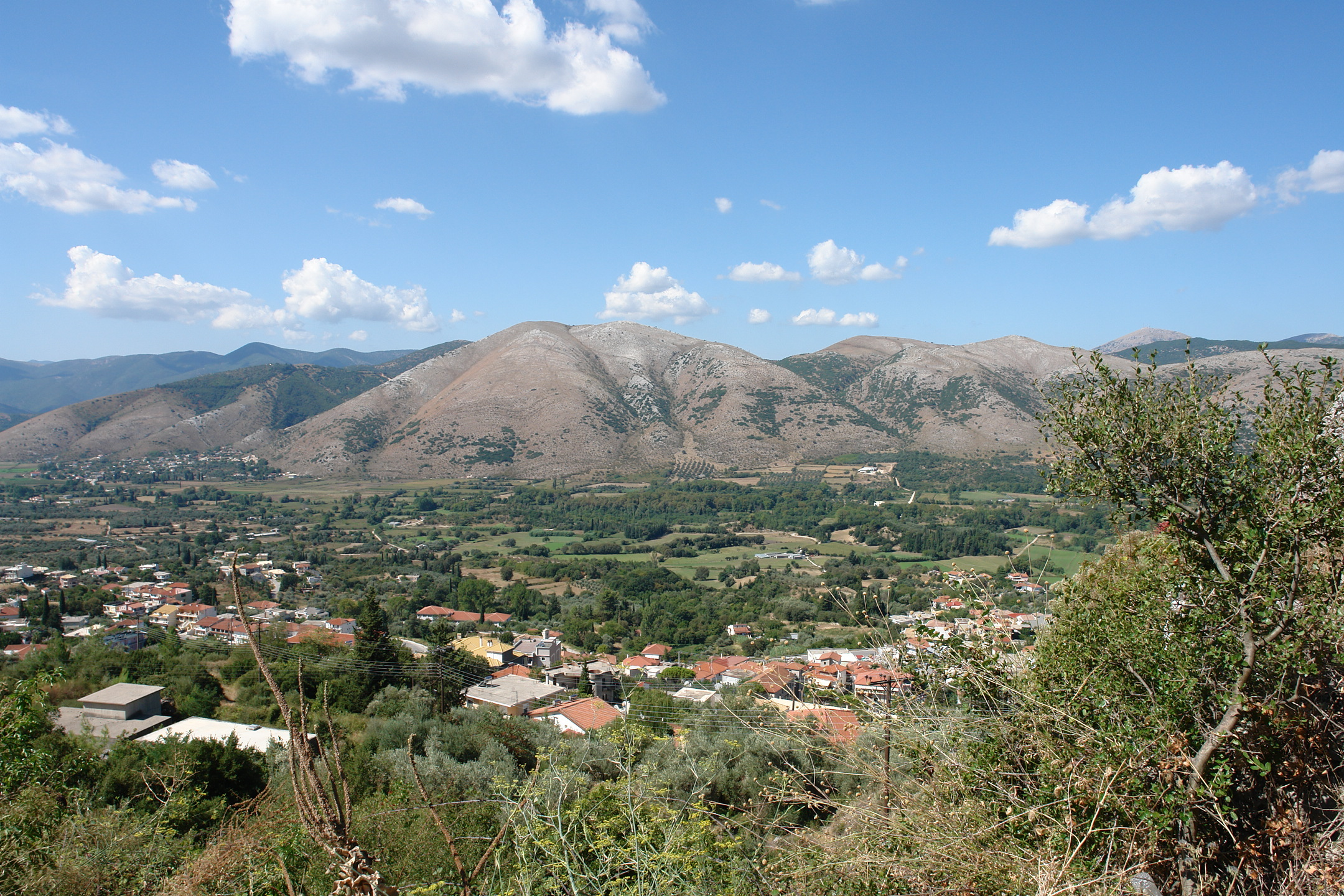
Paysage à Paramythia.

Donat est né à Euroea (en) en Epirus Vetus (nord-ouest de la Grèce) et a vécu sous le règne de l'empereur Théodose Ier. Selon l'historien grec du Ve siècle, Sozomen, saint Donat était évêque d'Euroea, identifiable à Paramythia en Épire, en Grèce. Le saint aurait accompli plusieurs miracles : combattu avec succès un dragon, purifié les eaux de puits, sauvé la fille d'empereurs, et ressuscité les morts,.
Saint Donat est mort en 387, et sa dépouille fut transférée à Kassiopi, sur Corfou, en 602, afin d'être sauvée des invasions barbares. Cependant, cela conduisit à un problème de juridiction et de garde pour les saintes reliques, résolue par le pape Grégoire Ier. Le culte de Donatus s'est répandu au Moyen Âge.
Son jour de fête est le 30 avril.
La cathédrale d'Umbriatico en Calabre dans le sud de l'Italie lui est dédiée.